# 春夏秋冬 (SIONのアルバム)
『春夏秋冬』（しゅんかしゅうとう）は、SIONの2枚目のオリジナル・アルバム。1987年1月21日発売。発売元はBAIDIS（テイチク）。

## 解説
前作『SION』から僅か7ヶ月で発売されたセカンド・アルバム。
LPレコード、カセットテープ、CDの3形態で発売された。
表題曲は泉谷しげるの楽曲「春夏秋冬」のカバーである。
1986年2月にはラウンジ・リザーズと共にベーシック録りが行われており、当初は本作がメジャー・デビュー・アルバムになる予定であった。
レコーディングは東京とニューヨークで行われ、ニューヨークのレコーディング・セッションにラウンジ・リザーズのメンバーが参加している。

## リリース変遷
2004年3月24日に再発売され、2008年8月27日に紙ジャケット・リマスタリング仕様で再発売された（現在は廃盤）。
発売当時および2004年再発時のCDには「ハード・レイン」「レストレス・ナイト」が収録されていたが、2008年の紙ジャケ盤には収録されていない。

## 収録曲
作詞・作曲：SION（「クロージングタイム」「ハード・レイン」「レストレス・ナイト」作詞：SION & OKAMOTO）（「春夏秋冬」作詞・作曲：泉谷しげる）

### LPレコード・カセット・CD（2008年盤）
LPレコードとカセットテープはA面に1〜5、B面に6〜10を収録している。
1. 抱いてくれ (4:20)
2. 楽しみといえば (4:20)
3. ダーリン (4:03)
4. ハングリー・ナイト (3:05)
5. 12月 (4:03)
ミニ・アルバム『KNOCK ON THE HEART』に収録されていた楽曲を再録音。再録音に際して、歌詞が一部変更されている。
2015年には福山雅治が『魂リク』でカバーした。
6. 春夏秋冬 (4:59)
泉谷しげるの楽曲をカバーした、2ndシングル。
7. バック・ストリート (4:45)
8. このままが (3:25)
9. やるせない夜 (3:37)
10. クロージング・タイム (4:33)
自主制作盤『新宿の片隅で』に収録されていた楽曲を再録音。

### CD（1987年・2004年盤）
1. 抱いてくれ (4:20)
2. 楽しみといえば (4:20)
3. ダーリン (4:03)
4. ハングリー・ナイト (3:05)
5. 12月 (4:03)
6. ハード・レイン (3:04)
1stアルバム『SION』に収録されていた楽曲を再録音。再録音に際して、歌詞が一部変更されている。
7. 春夏秋冬 (4:59)
8. バック・ストリート (4:45)
9. このままが (3:25)
10. やるせない夜 (3:37)
11. レストレス・ナイト (3:28)
1stアルバム『SION』に収録されていた楽曲を再録音した、2ndシングル「春夏秋冬」のカップリング曲。再録音に際して、歌詞が一部変更されている。
12. クロージング・タイム (4:33)

## 参加ミュージシャン
- SION：ボーカル
- John Lurie：ハーモニカ
- Evan Lurie：ピアノ、オルガン
- Marc Ribot：ギター、コルネット
- Roy Nathanson：サックス、クラリネット
- Curtis Fowlkes：トロンボーン
- Erik Sanko：エレクトリックベース、アコースティックベース
- Douglas Bowne：ドラムス
- Anton Fier：ドラムス
- Tony Machine：ドラムス
- Arto Lindsey：ギター
- Charles Giordano：キーボード
- Michal Blair：パーカッション
- Bill Schimmel：アコーディオン